# Acre (Israel)
Acre (em hebraico:  עַכּוֹ, transl. Akko; em árabe: عكّا, ʻAkkā) é uma cidade de Israel situada na região da Galileia, a norte da Baía de Haifa, na costa do Mediterrâneo e localizada num promontório próximo do Monte Carmelo. Possui 46 mil habitantes (2007).

## História

### Idade Antiga
Segundo Estrabão, o nome antigo da cidade era Ace, mas à sua época a cidade se chamava Ptolemaida. Chamou-se Aco no Antigo Testamento (cf. Juízes 1:31).
Foi um porto e centro comercial importante do mundo antigo desde c. 2000 a.C. até o fim do periodo romano.
Em 332 a. C., sem violência, passou a formar uma parte autónoma do império de Alexandro Magno.
Quando a região passou para as mãos dos ptolomeus na primeira parte do período helenístico, um deles, o rei de Egito Ptolomeu II Filadelfo conquistou a cidade (século III a. C.); desde então se chamou Ptolemaïs ou Tolemaida. Nessa época era um porto de importância.

### Idade Média
A cidade antiga de Acre, um porto histórico rodeado por muralhas na Galileia, é povoada desde o período fenício. A actual cidade é caracteristicamente uma cidade fortificada datando dos séculos XVIII e XIX, com típicos elementos urbanos como a cidadela, mesquitas, caravançarais e banhos. O que resta da cidade das cruzadas, datando de 1104 a 1291 permanece quase intacto, providenciado uma excepcional imagem do planejamento urbano e das estruturas da capital do Reino de Jerusalém.
Na época dos cruzados esta cidade foi uma antiga fortaleza e fez parte do Reino de Jerusalém, tendo sido denominada São João de Acre. Também se escreve São João de Aco.
Em 1110 a cidade foi reconquistada pelos cruzados, sendo novamente invadida por Saladino em 1187, para voltar a ser ocupada por Ricardo I de Inglaterra em 1191, que a entregou aos Cavaleiros de São João de Jerusalém.

### Idade Contemporânea
A cidade fez parte do Mandato Britânico da Palestina após a Primeira Guerra Mundial, que usaram uma antiga fortaleza para prender e executar membros de vários grupos judeus clandestinos. Em 4 de maio de 1947, a organização paramilitar sionista Irgun tentou resgatar vários destes presos; apesar de poucos haverem escapado, a operação teve um enorme efeito moral (o filme Exodus é baseado neste episódio).
A cidade foi conquistada por Israel em 17 de maio de 1948, quando a maioria dos árabes fugiram.

## Geminações
Acre possui as seguintes cidades-gémeas:
- Pisa, Itália
- Bregenz, Áustria
- Canton, Ohio, EUA
- Deerfield Beach, Flórida, EUA
- Recklinghausen, Alemanha
- Bielsko-Biała, Polónia